# De Uithof (Utrechtse boerderij)
De Uithof is een boerderij in de Nederlandse stad Utrecht.
De boerderij is in de vroege 17e eeuw gebouwd. Ze wordt getypeerd als een T-boerderij. Inwendig zijn de ruimtes gelijkvloers ingedeeld op een onderkelderde opkamer na. Overige binnenruimtes bestaan (onder meer) uit een grote kamer en een zijkamer in het woongedeelte, en een bedrijfsgedeelte. Tot het monumentale interieur behoren zaken als een schouwbetegeling en moer- en kinderbalken met sleutelstukken. De gevels zijn uitgevoerd in baksteen met wolfeinden en muurankers. Daarnaast zijn eikenhouten spanten aangebracht onder het rieten dak.
De boerderij dankt haar naam aan de kloosterboerderijen (uithoven) die in het toenmalige gebied Oostbroek werden gesticht. Vanaf omstreeks 1960 is het agrarische karakter voor een aanzienlijk deel verdwenen uit het gebied door vooral de grootschalige verplaatsing van de Utrechtse universiteit vanuit de binnenstad naar deze locatie. De in die ontwikkeling ontstane subwijk De Uithof zou haar naam gaan ontlenen aan boerderij De Uithof. De boerderij kreeg ook daarin een nieuwe rol en werd begin jaren 1960 ingericht als proefboerderij voor de universiteit. In die hoedanigheid werd er onder meer een nertsenfokkerij opgezet in samenwerking met de Nederlandse pelsindustrie.
Na lange leegstand is de boerderij eind 20e eeuw herbestemd als kinderdagverblijf. In 2004 brak er een grote brand uit en in de jaren erna heeft er nieuwbouw/herbouw plaatsgevonden.